# Pandemia de gripe de 1918 en Venezuela
La pandemia de gripe de 1918 alcanzaría Venezuela en octubre de ese mismo año, durante su segunda onda mundial. Se estima que causó la muerte de al menos 25 000 venezolanos, una cifra mayor al 1 % de la población. El gobierno de Venezuela, bajo control del dictador Juan Vicente Gómez, mantuvo una política de censura y de poca inversión en la salud. La enfermedad se esparció por casi todo el país a través del sistema ferroviario y de los puertos. La pandemia de gripe 1918 ha sido una de las más letales en Venezuela, solo superada en número de muertes por la epidemia de paludismo de 1916. Luis Razetti, médico cabecera de la Junta de Socorro Central de la época, consideró la gripe como el «mayor cataclismo» nacional desde el terremoto de 1812 y el cólera de 1855.

## Contexto
La pandemia de gripe, causada por un brote del virus influenza A del subtipo H1N1, entre 1918 y 1920 es una de las más mortíferas de la historia, llegando a causar la muerte de 2,5 % de la población mundial. La pandemia comenzaría durante el último año de la Primera Guerra Mundial, en un ámbito de mucha circulación transnacional. La gripe se destacó por ser particularmente letal tanto para grupos vulnerables como niños y ancianos, pero también para personas entre 20 y 40 años previamente sanas.
La enfermedad habría aparecido en Asia, pero el caso índice (primer paciente declarado) fue un estadounidense el 4 de marzo de 1918, en Fort Riley. En abril la gripe ya era epidémica en zonas urbanas de Estados Unidos dónde pasaría luego a Francia a finales de mes. En mayo se propagó por Suiza, Austria, Hungría, Bulgaria, Grecia, Polonia y Rusia. En julio perdería intensidad, pero una segunda ola de la pandemia comenzaría a mediados de agosto infectando al resto del planeta (salvo la Antártida).

### Situación en Venezuela
En 1914 Juan Vicente Gómez es electo presidente de Venezuela por el Congreso, pero no asume el cargo directamente y ejerce como comandante en jefe del ejército nacional desde Maracay. Bajo la influencia de Gómez, Victorino Márquez Bustillos es nombrado presidente provisional de la República durante 7 años, subordinado a las órdenes de Gómez.
Para 1918, Venezuela contaba con una población de 2,5 millones personas, 75 % de ella era rural con una expectativa de vida menor a los 45 años. Se disponía de un médico por cada 5000 habitantes. Uno de cada cuatro venezolanos era portador de la tuberculosis. Habían brotes epidémicos recurrentes de paludismo, fiebre amarilla, viruela, peste bubónica, sarampión, difteria, tifus, tétanos, cólera, disenterías y lepra.

## Cronología de la propagación de la gripe

### Primeros casos
Los primeros reportes de la enfermedad se reportaron en La Guaira en octubre de 1918 en un grupo de marineros que regresaban de España luego de una escala en las Antillas Neerlandesas.  El 16 de octubre, a pocos días de la llegada de los marinos, se reportan 500 infectados en total, 40 en las últimas 24 horas y se declara el primer fallecido por la gripe. Ya se reportaban casos en Caracas para el 18 de octubre y finales de mes ya había alcanzado los estados Carabobo, Cojedes, Falcón, Bolívar, Zulia, y Lara. Los estados Aragua, Guárico, Mérida, Sucre y Nueva Esparta reportan casos a partir de noviembre de 1918.

### Brote en Caracas y Zulia
Entre noviembre y mediados de diciembre hubo hasta 1000 fallecidos en Caracas, con un pico de 98 muertes diarias. Entre el 1 y el 5 de noviembre fallecieron 545 personas. Entre octubre y noviembre hasta el 1,9 % de los infectados fallecía. La gripe llegó a infectar 75 % de la población de Caracas. Se decreta el fin de la epidemia en Caracas el 30 de diciembre de 1920.
En Maracaibo, capital del estado Zulia, los primeros dos casos llegaron a través de una goleta que provenía de La Guaira el 22 de octubre. A finales de mes se reportaban 50 muertes diarias. La gripe se propagaría por todo el estado en noviembre, pero regresaría a la normalidad en diciembre. Se estima que la cifra de muertos llegó a 800 en el estado Zulia.

### Brote en Lara
El 17 de diciembre se declara oficialmente que la epidemia llega a Barquisimeto, estado Lara, proveniente de Duaca, luego de un contagio masivo en la línea ferroviaria Tucacas-Barquisimeto.
En contra de una censura de la prensa el periódico Notas de Barquisimeto, dirigido por el poeta Juan Guillermo Mendoza, publicaba el 3 de febrero de 1919 los síntomas de la enfermedad: 

«Este catarro no afecta la garganta, se representa con poca fiebre pero con graves signos de postración, explosión súbita y repentina desaparición, si antes no causaba la muerte. Al parecer en nariz y garganta, expansión rápida por respiraciones, toses y estornudos».
Juan Guillermo Mendonza

La epidemia afectaría fuertemente al estado. Para el 25 de enero de 1919, se comprobaron 3948 casos de infectados, 2229 casos en Duaca hasta el 5 de febrero; en El Tocuyo, 600 casos hasta el 30 de junio; entre los poblados de Los Rastrojos y Sarare pasaban los 300 casos. En El Eneal todas la viviendas fueron afectadas.
No había registros y los cortejos fúnebres se anexaban y algunos cuerpos se apilaban sin ataúdes. Algunos muertos aparecían abandonados en las carreteras y que luego eran incinerados.
Debido a la pandemia y la falta de servicios médicos capacitados,  se popularizaron el uso de infusiones y brebajes para tratar la gripe, así como rezos a la Divina Pastora.
La epidemia se apaciguó a finales de febrero. Se reportaban cifras no oficiales que contabilizaron un total de 217 fallecidos en Barquisimeto, 174 en Duaca; 8 entre Cabudare, Los Rastrojos y Sarare, 6 en El Tocuyo, 12 en Las Mulas; 4 en Mucuragua; y 3 en Buenavista.

### Resto de los estados y brote en Monagas de 1920
En diciembre de 1918 Yaracuy reporta también casos. Los estados Monagas, Trujillo, y Táchira reportan casos en enero de 1919. LLega a Portuguesa, Apure y Zamora (actualmente Barinas) en febrero. En Monagas se reportaron fallecimientos durante todo el año 1919, pero el pico de casos llegaría en 1920 con 800 muertes ese año.

## Medidas gubernamentales e institucionales
El gobierno de Venezuela subestimó la gripe y prohíbe a la prensa publicar información relacionada con los casos en Venezuela. Durante la pandemia, Juan Vincente Gómez, decide confinarse en su hacienda en Maracay durante tres meses.

### Reacción inicial
Ignacio Andrade expresaba en un telegrama a Gómez del 16 de octubre de 1918 que «… la novedad que han comunicado de epidemia es exagerada … sólo hay un catarro que dura dos días …». José A. Tagliaferro director de sanidad nacional reportaba al día siguiente que «la epidemia de gripe es sumamente contagiosa pero no presenta ninguna gravedad … muchos enfermos la pasan caminando y no se registra ningún caso fatal».

### Medidas en Caracas y la Junta de Socorro Central

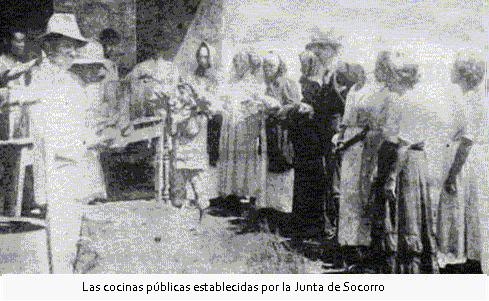
Cocinas públicas establecidas por la Junta de Socorro.

En Caracas se estableció la Junta de Socorro Central en Caracas, presidida por el doctor Luis Razetti en colaboración con el resto de distritos y estados. Médicos famosos como Francisco Antonio Rísquez y Vicente Lecuna también formaban parte de la Junta de Socorro. Se estableció una cuarentena general, suspendiendo las actividades en las escuelas, iglesias y centros de ocio, las visitas a cementerios y la anulación de todo evento público. Varios hospitales colapsaron, se tuvo que habilitar hospitales en casas. Razetti consideraba que el aislamiento era «cosa dificilísima, casi imposible en la práctica».
La Junta de Socorro habilitó automóviles para el transporte de ataúdes y de cadáveres al cementerio. El Cementerio General del Sur tuvo que contratar personal de emergencia para poder gestionar la crisis. La Junta de Socorro cubrió los gastos de los fallecidos que no podían pagar los gastos funerarios, estos últimos eran enterrados en una fosa que fue llamada la «Peste Vieja».
Se investigaba la causa de la enfermedad. El periódico católico La Religión atribuía la epidemia a causas morales como el «afán inmoderado de divertirse», así como al «aire viciado, la oscuridad y la humedad». Si bien se discutía una posible causa bacteriológica, Luis Razetti afirmaba que «aquella epidemia fue de gripe, y no de otra cosa».
La pandemia estimuló el desarrollo y la organización científica de la salud pública en Venezuela. Artículos especializados se publicaban en la Gaceta Médica de Caracas de la Academia Nacional de Medicina y a partir de 1919 se crearon los Anales de la Dirección de Sanidad Nacional, publicación trimestral, donde se publicaban los detalles precisos sobre las enfermedades y síntomas.
Bajo consejo de la Junta de Socorro, el gobierno tomó medidas como la desinfección diaria de trenes y transportes públicos, denuncia obligatoria de casos nuevos y aislar a pacientes infectados. Se aconsejaba evitar el beso de salutación entre mujeres, por lo que se le denominó la gripe del beso.
El Gobierno de Gómez declara fin de la pandemia en Caracas el 30 de diciembre de 1918 «constando por datos oficiales en este despacho que la gripe aparece ya extinguida en esta capital», eliminando las medidas restrictivas. Sin embargo, reportes académicos seguirían contabilizando muertes, no reconocidas en cifras oficiales.

### Acciones en Maracaibo y en Lara
En Maracaibo se creó la Liga Sanitaria. Los cadáveres se les transladaba en un único carro. Se prohibieron las reuniones públicas y se cerraron los comercios. La Virgen de Chiquinquirá, asociada a la región, no hizo la procesión anual en 1918. También se impuso una cuarentena de 6 días para los viajeros que llegaran de La Guaira y Puerto Cabello.
Julio Irigoyen, presidente del cabildo de Barquisimeto, ordena la disposición dos hospitales de emergencia a partir del 3 de noviembre de 1918.  El 4 de noviembre se instala una Junta de Socorro en Cabudare. Héctor Rojas Meza, director de la junta, critica la falta de insumos necesarios para tratar a los infectados.
Después del brote en Barquisimeto el 17 de diciembre se suspenden el tráfico férreo y el trabajo de las carreteras durante dos meses. Rojas Meza funda el Hospital Sagrada Familia en la Casa del Balcón el 5 de enero de 1919. Hubo una gran cantidad de donativos para ayudar contra la pandemia por parte de instituciones como la Cruz Roja, el Consejo Municipal de Barquisimeto, la Cámara de Comercio, la Compañía del Ferrocarril, la Casa Blohn, la Gobernación de Lara, la Sociedad de la Divina Pastora, entre otras.

## Celebridades afectadas
- Alí Gómez, hijo de Juan Vicente Gómez, muere de la gripe el 7 de noviembre de 1918.[8][1][2]
- Armando Reverón, artista plástico venezolano contrae la gripe en Macuto pero logra recuperarse.[9][10]
- Elías Toro, médico y antropólogo, fallece de la gripe.[11]
- Luis Muñoz Tébar, arquitecto y caricaturista, hijo del ingeniero y político Jesús Muñoz Tébar, fallece de la gripe.[12]
- El general Jorge Antonio Bello, jefe del Castillo de San Carlos de la Barra, fallece de la gripe.[13]
- El doctor José Gregorio Hernández visita a los enfermos en Caracas durante la pandemia, pero moriría en 1919 atropellado por un automóvil. Hernández se volvió famoso por su campaña médica en nombre de la Iglesia católica, que luego le autorizaría la beatificación durante la pandemia de COVID-19 en Venezuela de 2020-21.[14]